# Петар Кропоткин
Кнез Петар Алексејевич Кропоткин (рус. Пётр Алексеевич Кропоткин; Москва, 9. децембар 1842 — Дмитров, 8. фебруар 1921) је био руски теоретичар анархизма, географ, историчар, писац, активиста и кнез који се одрекао своје титуле.

## Биографија
Петар Кропоткин је рођен 9. децембра 1842. у Москви, у аристократској породици, на другом највишем нивоу. Његова мајка је била ћерка козачког генерала. Њего отац, Алексеј Петрович Кропоткин, био је кнез у Смоленску, из династије Рјуриковичи која је владала Русијом пре успона Романових. Кропоткинов отац је поседовао велике земљишне поседе и скоро 1.200 кметова у три провинције.
Под утицајем републиканских учења, Кропоткин се одрекао своје титуле принца у својој 12. години, и „чак је прекоравао своје пријатеље, када би га тако ословили”.
Образовање је стекао у Петрограду у престижној војној школи, где су се учврстила његова интересовања за руску политику и природне науке. На опште изненађење изабрао је службу у Сибиру, а искуства из Сибира обликовала су његове мисли. 1862. у Сибиру је обавио важна географска и антрополошка истраживања која су донела важне географске информације. 1867. Кропоткин се вратио у Петровград, где је добио место у Руском географском друштву. Његово одбијање да следи породичну традицију војне службе подстакло је његовог оца да га лиши наследства, „што је направило од њега принца без средстава за издржавање”. У име друштва истраживао је глечере Финске и Шведске између 1871. и 1873. Стекао је репутацију у научним круговима и у својој тридесетој години суочио се са избором између продужетка каријере или попуштања политичким импулсима.
Ево шта је рекао у „Записима једног револуционара“:
… Добио сам телеграм од Географског друштва: „Скупштина вас моли да прихватите позицију секретара Друштва.“ У исто време одлазећи секретар ме је наговарао да прихватим предлог. Моје наде су се оствариле. Али у међувремену друге мисли и друге тежње су обузимале мој ум. Озбиљно сам размислио о одговору и послао, „Најлепше хвала, али не могу прихватити.“
Касније у „Записима“ он објашњава:
Али какво сам ја имао право на ове највеће ужитке, када су свуда око мене само беда и борба за плесњиво парче хлеба; кад све што потрошим да би омогућио да живим у том свету виших емоција мора бити одузето од самих уста оних који сеју жито и немају довољно хлеба за своју децу?
Током својих географских истраживања, Кропоткин је такође изучавао списе водећих политичких теоретичара и коначно прихватио социјалистичке револуционарне погледе. Придружио се Интернационали 1872. али је убрзо био разочаран њеним ограничењима. Када је дошло до поделе Интернационале на две супротстављене струје, Кропоткин је пристао уз федералистичко и либертерско крило.
Вратио се у Русију, након што је потпуно довршио своје теорије, и почео је са ширењем анархистичке пропаганде. 1874. ухапшен је и затворен у Тврђаву Св. Петра и Св. Павла:
Страшну тврђаву где је толико много праве снаге Русије погинуло током последња два века, и чије се само име у Петровграду изговара шапатом.
После драматичног бекства 1876. доспео је до Енглеске и онда Швајцарске да би се поново придружио Јурској Федерацији, затим до Париза, и онда назад у Швајцарску да би уређивао „Ле Револте“.
Атентат на Цара довео је до његовог протеривања. Избегао је у Енглеску и обновио своје изучавање Француске револуције. Обесхрабрен политичком атмосфером, он и његова жена вратили су се у Париз. Заједно са осталима ухапшени су и оптужени у спектакуларном јавном процесу у коме су оптужени извели сјајну одбрану омогућујући себи да пропагирају анархизам у Европи.
Године 1883, поново је ухапшен и осуђен на пет година затвора због анархистичких активности. Пуштен је на слободу после три године и после тога је живео и радио у Енглеској 30 година.
Године 1889, преселио се у Чикаго и живео у крају Хал хаус. Међутим његови анархистички погледи учинили су га непожељним гостом у САД, па се вратио у Лондон.
Вративши се у Русију после револуције из 1905, остатак свог живота посветио је писању. Био је згрожен антисоцијалистичким контрареволуционарним поступцима Лењина, о ком је имао следеће да каже:
Лењин је неупоредив са било којом револуционарном личношћу у историји. Револуционари су имали идеале. Лењин их нема.
Владимире Иљичу (Лењин), ваши конкретни поступци су потпуно недостојни идеја које се претварате да поседујете.

## Смрт
Кропоткин је умро од упале плућа у Дмитрову, у близини Москве, 8. фебруара 1921. Лењинова понуда за државни погреб у Кремљу је одбијена. Погребу 13. фебруара присуствовало је више од 100.000 људи. То је био последњи масовни скуп који није организовала држава у наредних 70 година у Русији. Док је поворка пролазила поред затвора, политички затвореници су певали анархистичку химну мртвима. Под притиском Кропоткинових поштовалаца, анархистичким затвореницима је дозвољено да присуствују сахрани. У маси су се вијориле црне заставе и транспаренти: „Где има власти нема слободе!“, „анархисти траже да буду пуштени из затвора социјализма!“.

## Дела
Главне књиге:
- Освајање хлеба
- Дневник П. А. Кропоткина
- Етика
- Велика Француска револуција
- У руским и француским затворима
- Записи једног револуционара
- Узајамна помоћ
- Руска револуција и анархизам
- Савремена наука и анархизам
- Терор у Русији